# Jeparit
Jeparit est une localité du Comté d'Hindmarsh dans l'état de Victoria au sud de l'Australie, à 370 km de Melbourne.
La population était de 477 habitants en 2016.